# Sedi imperiali romane
Per sedi imperiali romane si intendono tutte quelle strutture cittadine, militari o rurali, che ospitarono gli imperatori romani (ed il loro comitatus di ministri/generali) in modo permanente o semi-permanente, trasformandosi in vere e proprie residenze imperiali (composte spesso da un'unità centrale, come una villa o un vero e proprio palazzo imperiale, ed in strutture secondarie annesse, come terme, circhi, zecche, etc.).
Si trattava a volte di semplici "quartieri generali" (come il praetorium di una fortezza legionaria) da cui l'imperatore comandava le armate di un determinato settore di limes in tempo di guerra, oppure di vere e proprie nuove "capitali" permanenti (ad esempio Augusta Treverorum, Mediolanum e Sirmium) in diretta concorrenza con la stessa Roma. Andavano così a sostituirsi a quest'ultima come nuovi centri di potere politico-culturale e religioso dell'Impero romano, sebbene Roma continuasse a conservare la sede del potere senatoriale e a rimanere formalmente l'unica capitale.

## Storia

### Alto Impero romano

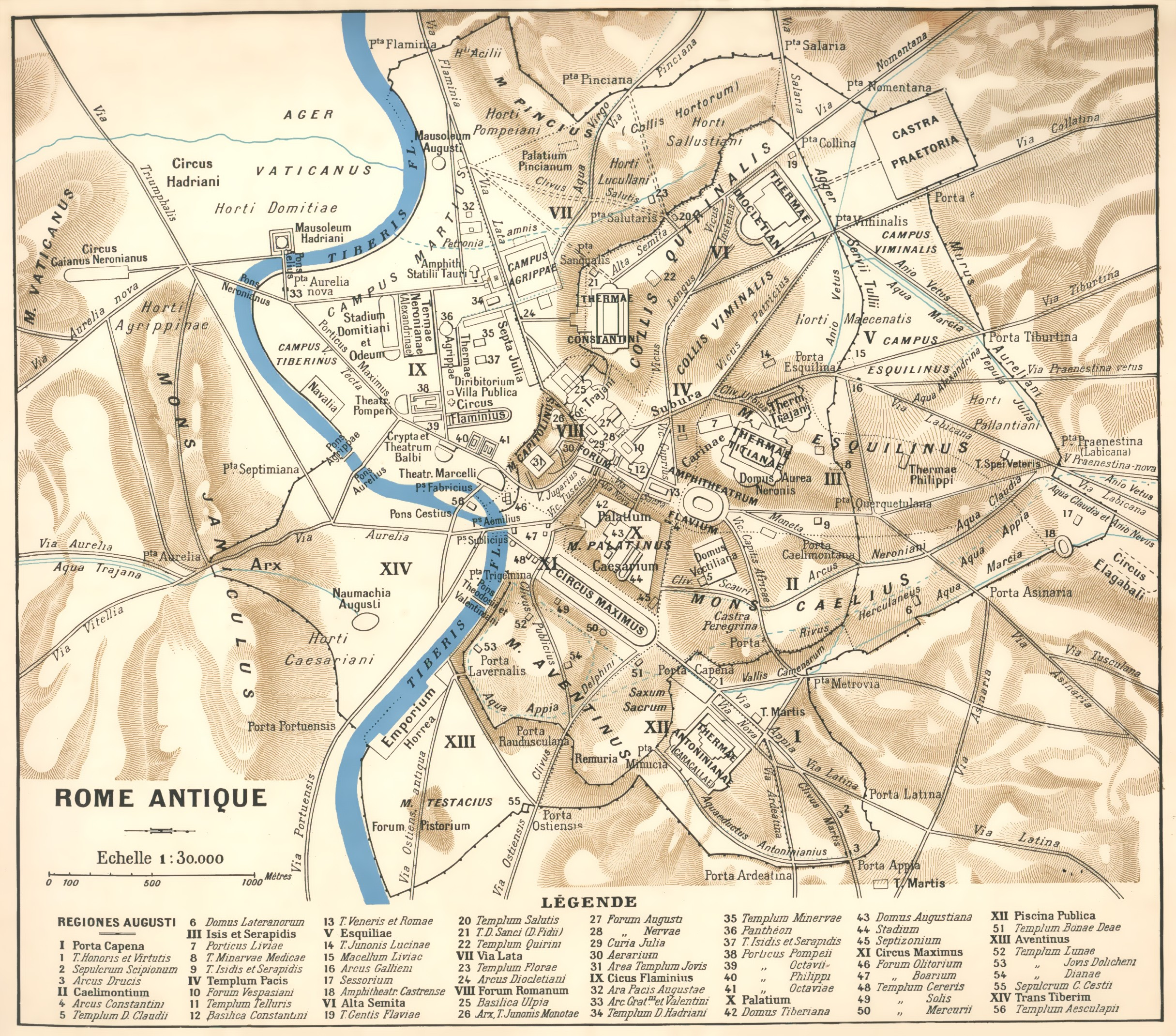
Mappa della città di Roma, capitale per oltre dieci secoli

Fu Ottaviano Augusto, il primo Imperatore, a costruire sul Palatino i primi palazzi imperiali. Egli qui risiedette per numerosi decenni fino alla morte, avvenuta nel 14. Fu il successore, Tiberio, a trasferire per primo la residenza imperiale lontano da Roma in modo permanente, per buona parte del suo principato (dal 26 al 37). Quest'ultimo, infatti, dopo la morte del figlio Druso minore, si trasferì nella cosiddetta Villa Jovis a Capri, da dove continuò ad esercitare il proprio potere imperiale.
Durante la prima parte del II secolo, la metropoli di Antiochia (terza città romana per popolazione), fu utilizzata dall'imperatore Marco Ulpio Traiano negli anni 114-117, quale "quartier generale" delle armate romane in vista delle imminenti campagne militari, che lo vide impegnato alla conquista della Mesopotamia. Identica sorte toccò nella seconda parte del II secolo a Lucio Vero, il quale sempre ad Antiochia trasferì la sua sede imperiale dal 163 al 166, durante una nuova serie di campagne militare contro i Parti.
Sempre nella seconda parte del II secolo, prima la città di Aquileia (nel corso dell'inverno del 168/169), poi la città-fortezza legionaria di Carnuntum (dal 171 al 173) ed infine Sirmio sulla Sava (nel 174/175 e 180) divennero residenze semi-permanenti dell'Imperatore Marco Aurelio, al tempo delle guerre marcomanniche. E sempre Sirmio fu quartier generale nel III secolo, degli imperatori Massimino il Trace (negli anni 236-237) e Claudio II (nel 270).
Verso la fine del II secolo, Antiochia divenne la capitale di Pescennio Nigro che qui batté moneta negli anni 193-194, mentre vent'anni più tardi tornò ad essere "quartier generale" di Caracalla, durante gli inverni del 215/216 e 216/217, per le sue campagne contro i Parti. Sempre al tempo di Settimio Severo, la fortezza legionaria di Eburacum divenne "quartier generale" delle armate in Britannia, durante il periodo delle campagne militari in Caledonia degli anni 208-211. Gallieno (253 - 268) scelse invece Mediolanum come suo quartier generale.

### Tardo impero romano

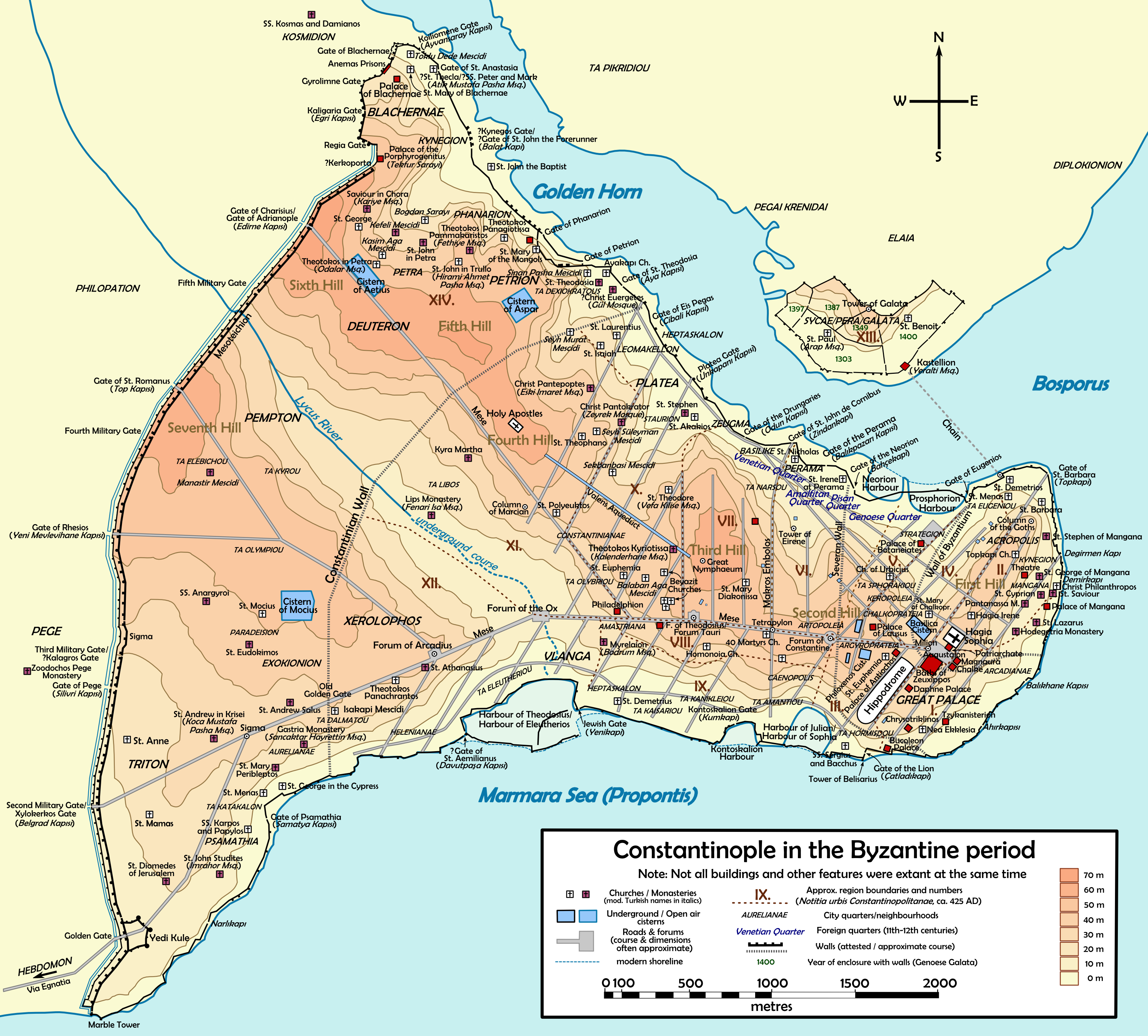
Costantinopoli, seconda capitale imperiale romana e poi dell'Impero bizantino.

Con l'introduzione del sistema tetrarchico di Diocleziano, le "capitali" imperiali furono almeno quadruplicate (o forse più) a partire dal 293, fino al 305: Diocleziano scelse Nicomedia (oltre ad Antiochia durante il periodo delle campagne contro i Sasanidi del 293-298), Massimiano, l'altro Augusto preferì averne due, con Mediolanum e Aquileia (utilizzata sia come porto fluviale-marittimo, sia come base militare, vista la sua vicinanza al limes dei Claustra Alpium Iuliarum); i due Cesari, Costanzo Cloro e Galerio, scelsero rispettivamente Augusta Treverorum (non molto distante dal limes renano) e Sirmium (nei pressi limes danubiano e non molto distante dalla sua città natale di Felix Romuliana).
A partire però dal 298/299, anche Galerio cominciò ad utilizzarne una seconda, questa volta nei pressi del mare Egeo, a Tessalonica. In sostanza nel secondo periodo tetrarchico, i due Augusti ed i due Cesari cominciarono ad utilizzare almeno due sedi imperiali ciascuno: Massimiano, Mediolanum ed Aquileia, mentre Costanzo Cloro, Augusta Treverorum e forse Londinium (dopo il 296) in Occidente; Nicomedia ed Antiochia per Diocleziano, mentre Galerio utilizzò Sirmium (insieme a Felix Romuliana) e Thessalonica, in Oriente.
Il secondo periodo tetrarchico vide Costanzo Cloro (ora nuovo Augusto per l'Occidente) mantenere Augusta Treverorum quale sua "capitale" (oltre ad Eburacum per i soli anni 305 e 306), mentre Galerio (Augusto per l'Oriente) potrebbe aver sostituito definitivamente Sirmio con Felix Romuliana e Tessalonica (dal 305 al 311).
Il periodo successivo della guerra civile degli anni 306-324, vide invece moltiplicare il numero delle "capitali imperiali":
- Costantino mantenne la sua residenza imperiale (almeno dal 306 al 312, e poi nel 314 e 315), ad Augusta Treverorum, già "capitale" del padre, Costanzo Cloro, tanto da ribattezzarla: "la città di Roma del Nord".[18] Successivamente egli soggiornò quasi ininterrottamente a Sirmio (dal 317 al 324), facendone la propria capitale e "quartier generale" delle armate del Danubio.[19] Anche Horst sostiene che tra le sue residenze imperiali preferite, nel corso degli anni compresi tra il 317 ed il 323, vi fossero sia Sirmium, sia Serdica.[20] Dal 330 fece, infine, di Costantinopoli la "nuova Roma" in Oriente, salvo poi dividere l'impero in cinque parti tra i suoi tre figli (Costante I, Costantino II e Costanzo II) e due nipoti (Annibaliano e Dalmazio II), tornando così a moltiplicare le "capitali" imperiali.
- Massenzio mantenne a Roma la sua residenza, negli antichi Palazzi imperiali del Palatino dal 306 al 312.
- Flavio Severo prima come Cesare e poi come Augusto fece di Mediolanum la sua "capitale" dal 305 al 307.[21]
- Massimino Daia fece probabilmente ancora di Nicomedia la sua "capitale" dal 305 al 308 come cesare[22] e poi come augusto fino al 313.[23]
- Licinio potrebbe aver "eletto" a sua residenza imperiale, ancora Sirmium e/o Tessalonica dal 308 al 313, e poi Nicomedia fino al 324.[24]

Antiochia divenne "capitale" o quantomeno, centro di potere in Oriente, sia sotto Costanzo II (dal 337 al 350), sia al tempo di Valente (sia nel 369 e 370, sia dal 375 al 378). Ancora Costanzo II fece di Sirmio la propria residenza imperiale, almeno dal 358, quando qui pose il suo nuovo "quartier generale" per le campagne militari condotte contro gli Iazigi e gli alleati Quadi, al 361. L'ultima "capitale" dell'Impero romano d'Occidente fu invece Ravenna dal 402 al 476, quando l'ultimo imperatore romano d'Occidente, Romolo Augusto, fu deposto da Odoacre.